# Libby Kosmala
Elizabeth "Libby" Dudley Kosmala, née le 8 juillet 1942 à Adélaïde, est une tireuse australienne paraplégique. Elle représente l'Australie lors de douze Jeux paralympiques de 1972 à 2016 et remporte treize médailles, dont neuf en or.

## Biographie

### Vie personnelle

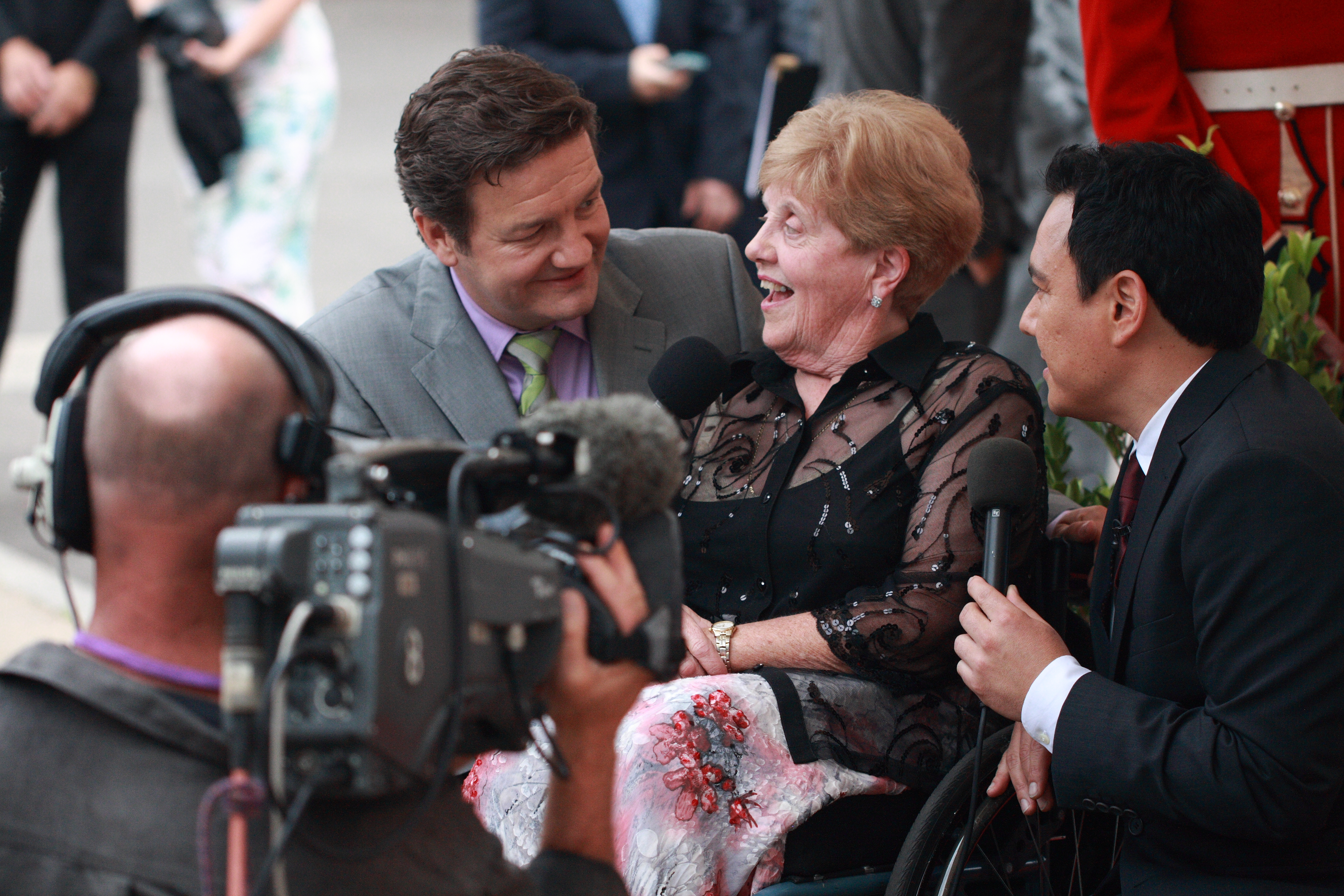
Libby Kosmala interviewée par l' Australian Broadcasting Corporation lors de la cérémonie du "Paralympien australien de l'année 2012".

Libby Kosmala naît le 8 juillet 1942 à Adélaïde. Son père est avocat. Elle naît avec des pieds bots, qui sont redressés avec des pansements et des bandages. Elle est d'abord classée comme atteinte de spina bifida, mais à l'âge de 50 ans, elle découvre que sa paraplégie est due à des complications liées à l'accouchement ; elle est née à la suite d'une longue opération à l'aide de forceps effectuée par un cardiologue. Elle est paralysée de la taille aux pieds, sa colonne vertébrale est d'une épaisseur normale jusqu'au milieu de son dos, puis s'amincit de la taille d'un crayon, avant de reprendre un aspect normal. Elle apprend à se tenir debout à l'âge de sept ans et ses parents l'obligent à marcher de 20 à 30 minutes par jour jusqu'à l'âge de dix-sept ans. Ella apprend à marcher avec des orthèses, des bottes chirurgicales et avec deux cannes. Elle fréquente l'école du couvent de Loreto (en), où elle n'est pas autorisée à faire des activités physiques.
Elle suite une formation de secrétaire à l'unité de rééducation du Royal Adelaide Hospital (en) et obtient son premier emploi de secrétaire au jardin botanique d'Adélaïde (en) à l'âge de 20 ans. Elle y restee onze ans, puis est transférée à l'unité d'investigation cardiaque et pulmonaire de l'hôpital royal d'Adélaïde. Elle travaille ensuite à temps partiel après avoir eu des enfants. Elle travaille également comme agente de relations publiques pour l'association "spina bifida" pendant douze ans avant de prendre sa retraite. Elle rencontre son mari, Stan Kosmala (en), dans les années 1970 grâce au sport en fauteuil roulant. Il remporte une médaille d'or aux Jeux paralympiques de Séoul en 1988 au boulingrin. Ils ont deux fils et deux petits-enfants,.
Elle joue un rôle dans l'introduction des places de stationnement pour handicapés en Australie-Méridionale, après avoir accumulé et refusé de payer de nombreuses amendes de stationnement pour avoir stationné trop longtemps sur une aire de stationnement limitée à quinze minutes. Elle remporte un procès contre la ville d'Adélaïde sur cette question, mais est invitée à payer ses frais de justice, qui sont couverts par un donateur anonyme.
En 2013, Libby Kosmala devient le premier mécène de Technical Aid to the Disabled South Australia (TADSA), une organisation caritative qui vise à aider les personnes handicapées à surmonter les problèmes, en concevant et en construisant ou en modifiant des appareils dans les cas où aucune autre solution n'est facilement disponible. Le premier contact de l'athlète avec la TADSA est en tant que cliente à la fin des années 1970. Au tir à la carabine, les concurrents se couchent généralement à plat pour tirer. Comme elle est en fauteuil roulant, ce n'est pas possible, elle a donc besoin de quelque chose pour se reposer et aussi d'un emplacement pour ses munitions. La TADSA construit une table pour Libby Kosmala pour atténuer ce problème. Comme elle doit l'emporter avec elle pour les compétitions internationales, ce doit être une table pliante légère afin qu'elle puisse la mettre dans sa valise. Elle déclare: "Il est probablement juste de dire que ce tableau (qui a participé à 10 Jeux paralympiques) m'a aidé à remporter mes médailles d'or.",.

### Carrière sportive

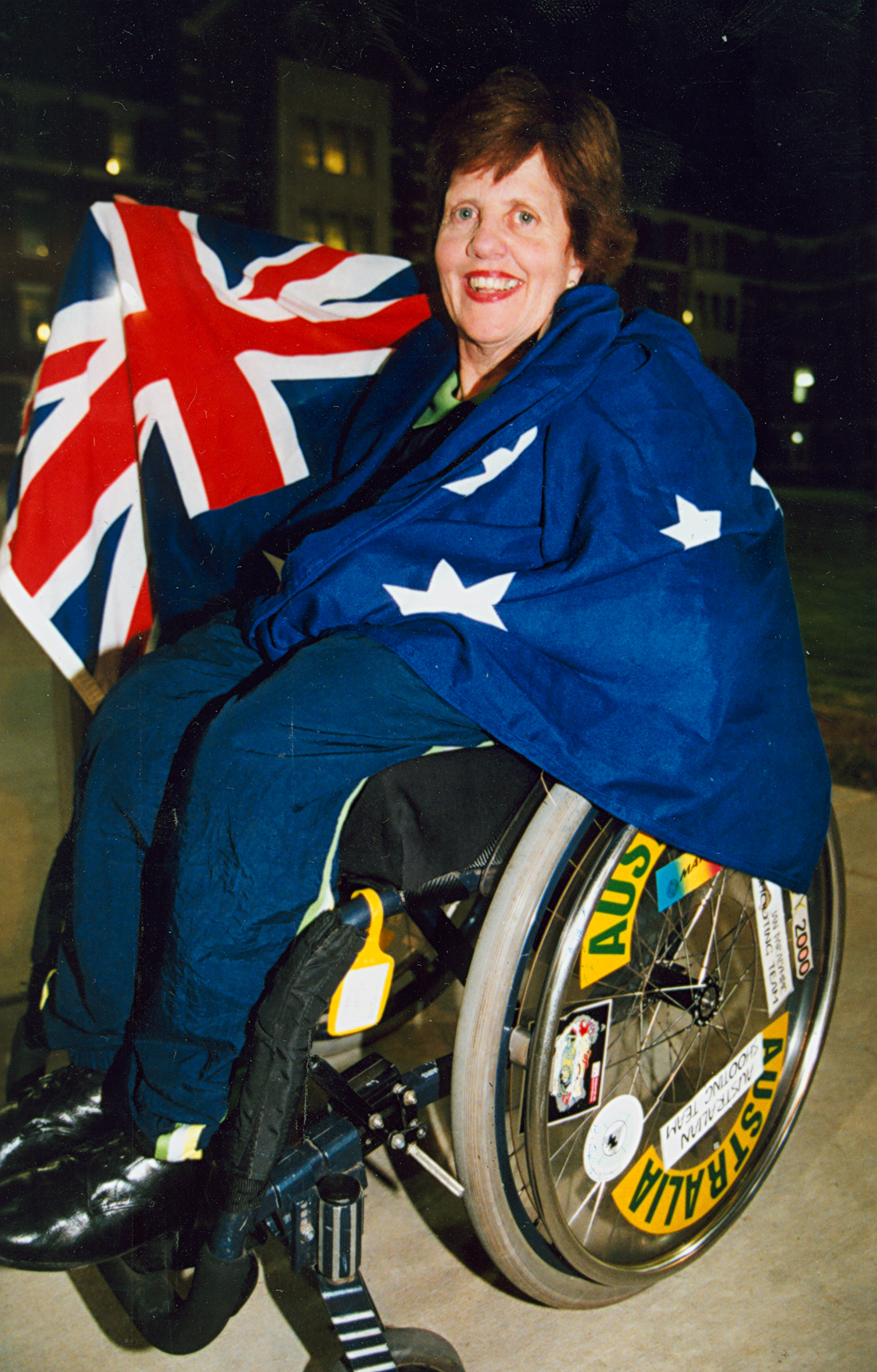
Libby Kosmala aux Jeux paralympiques d'été de 1996 à Atlanta.

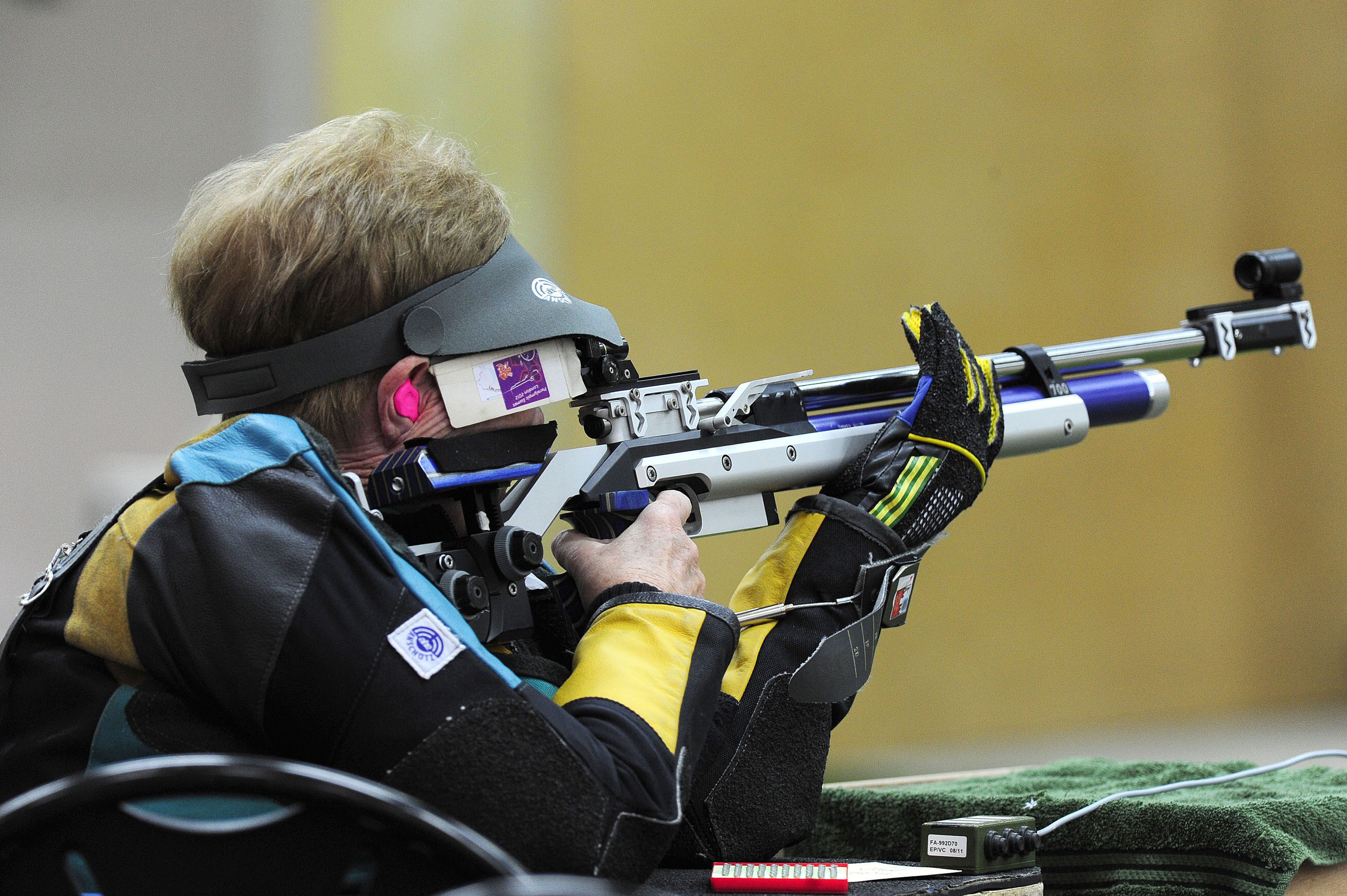
Libby Kosmala tirant lors des Jeux paralympiques de Londres 2012.

Libby Kosmala est initiée au sport en fauteuil roulant par un patient du Royal Adelaide Hospital, quelques mois avant qu'elle commence à travailler au Jardin botanique d'Adélaïde. Elle concourt pour la première fois au niveau national aux Jeux nationaux en fauteuil roulant de 1966 à Brisbane. Elle participe à des compétitions d'escrime fleuret, de natation, de course en fauteuil roulant, d'athlétisme et de tir à l'arc. Dans une interview en 2011, elle déclare que l'organisateur qui a choisi l'équipe pour les Jeux paralympiques de Tel-Aviv en 1968 a oublié de l'inclure dans l'équipe. Elle remporte deux médailles d'or en tir à l'arc et en fleuret, une médaille d'argent en pentathlon et quatre médailles de bronze en natation et en course en fauteuil roulant aux Jeux paraplégiques du Commonwealth de 1970 à Édimbourg, il s'agit de sa première épreuve internationale,. Elle doit d'abord collecter tout son propre argent pour pouvoir participer aux jeux, mais après une interview à la radio et un article de journal sur son sort, John Eustice Motors lui remet un chèque avec tout l'argent nécessaire pour la compétition.
Aux Jeux paralympiques de Heidelberg en 1972, elle remporte une médaille de bronze en natation et participe à plusieurs épreuves de natation et d'athlétisme,,. Elle est initiée au tir à la carabine au début des années 1970 et atteint à chaque tir la cible lors de son premier essai. Aux Jeux de Toronto de 1976, elle remporte une médaille d'or en tir à la carabine mixte et participe à des épreuves de tir à l'arc et de dartchery.
Aux Jeux d'Arnhem de 1980, elle remporte une médaille d'or en épreuve mixte de carabine à air comprimé, et deux médailles d'argent. Aux Jeux de New York/Stoke Mandeville en 1984, elle remporte quatre médailles d'or et bat quatre records du monde,. Aux Jeux de Séoul de 1988, elle remporte trois médailles d'or et une médaille d'argent. Elle participe à tous les Jeux paralympiques jusqu'aux Jeux de Rio de Janeiro en 2016 sans remporter de médailles, bien que ses scores s'améliorent progressivement au fil du temps,. Elle est porte-drapeau de la délégation australienne lors de la cérémonie d'ouverture des Jeux d'Atlanta en 1996. Aux Jeux de Sydney en 2000, elle concourt contre son mari en épreuve mixte de carabine à air comprimé, et se classe huitième juste devant lui,. Elle est la représentante la plus âgée de l'Australie aux Jeux de Pékin, et la plus ancienne athlète paralympique des Jeux de Londres en 2012, où elle annonce sa retraite,. Cependant, elle retrouve la compétition après avoir été sélectionnée aux Jeux de Rio de Janeiro en 2016,. Aux Jeux paralympiques de 2016, elle est à nouveau la concurrente la plus âgée,,. Elle annonce sa retraite en août 2020,. Elle est entraînée par Yvonne Hill tout au long de sa carrière de tireuse et travaille également avec l'entraîneur national de tir à la carabine Miro Sepic. Elle reçoit des bourses de l'Institut du sport d'Australie du Sud chaque année de sa carrière à partir de 1985.
En 1994, elle se voit interdire de participer à un championnat de tir à la carabine à air comprimé, bien qu'elle soit championne de son club, car elle est en fauteuil roulant. Elle remporte finalement la compétition, mais le trophée est décerné à la personne qui arrive deuxième plutôt qu'à elle. L'affaire est finalement réglée devant le tribunal. En 2003, elle se fait voler ses fauteuils roulants alors qu'elle est passagère d'un vol assuré par Emirates entre Dubaï et l'Allemagne. Elle utilise des fauteuils roulants empruntés pendant son séjour en Allemagne, et lorsqu'elle arrive chez elle sans fauteuil roulant, elle déclare qu'il s'agit de la première fois de sa vie qu'elle se sent vraiment "handicapée". La compagnie aérienne lui donne 2 000 dollars pour le compenser le coût des fauteuils roulants de remplacement, qui valent 5 000 dollars chacun.

## Reconnaissance
En 1985, Libby Kosmala reçoit la médaille de l'Ordre d'Australie. Elle reçoit la médaille australienne des sports en 2000 et la médaille du centenaire en 2001. En 2019, la sportive est intronisée au South Australian Sport Hall of Fame, en 2021 au Sport Australia Hall of Fame et en 2022 au Paralympics Australia Hall of Fame.